# Jetta (marka samochodów)

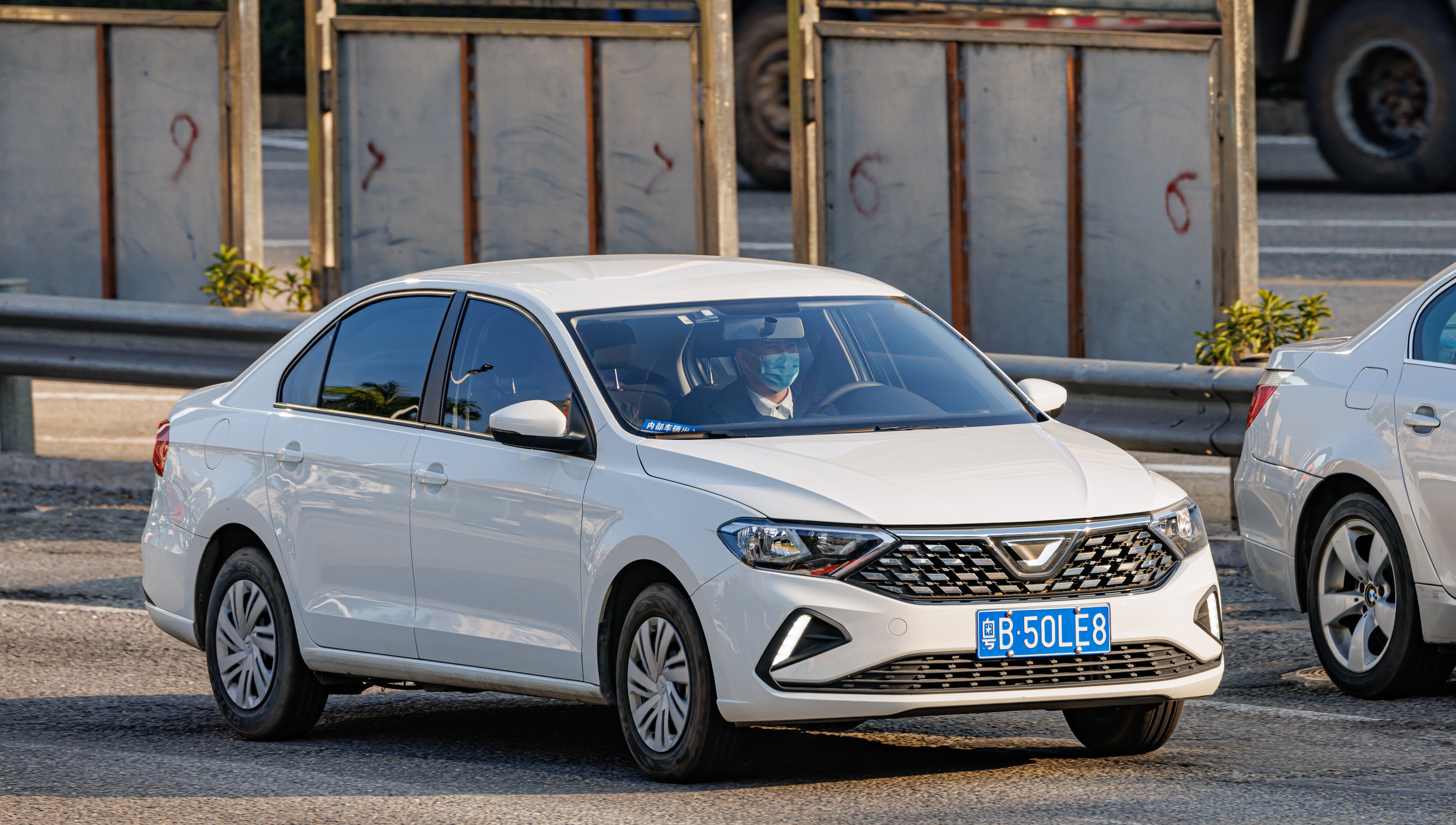
Jetta VA3

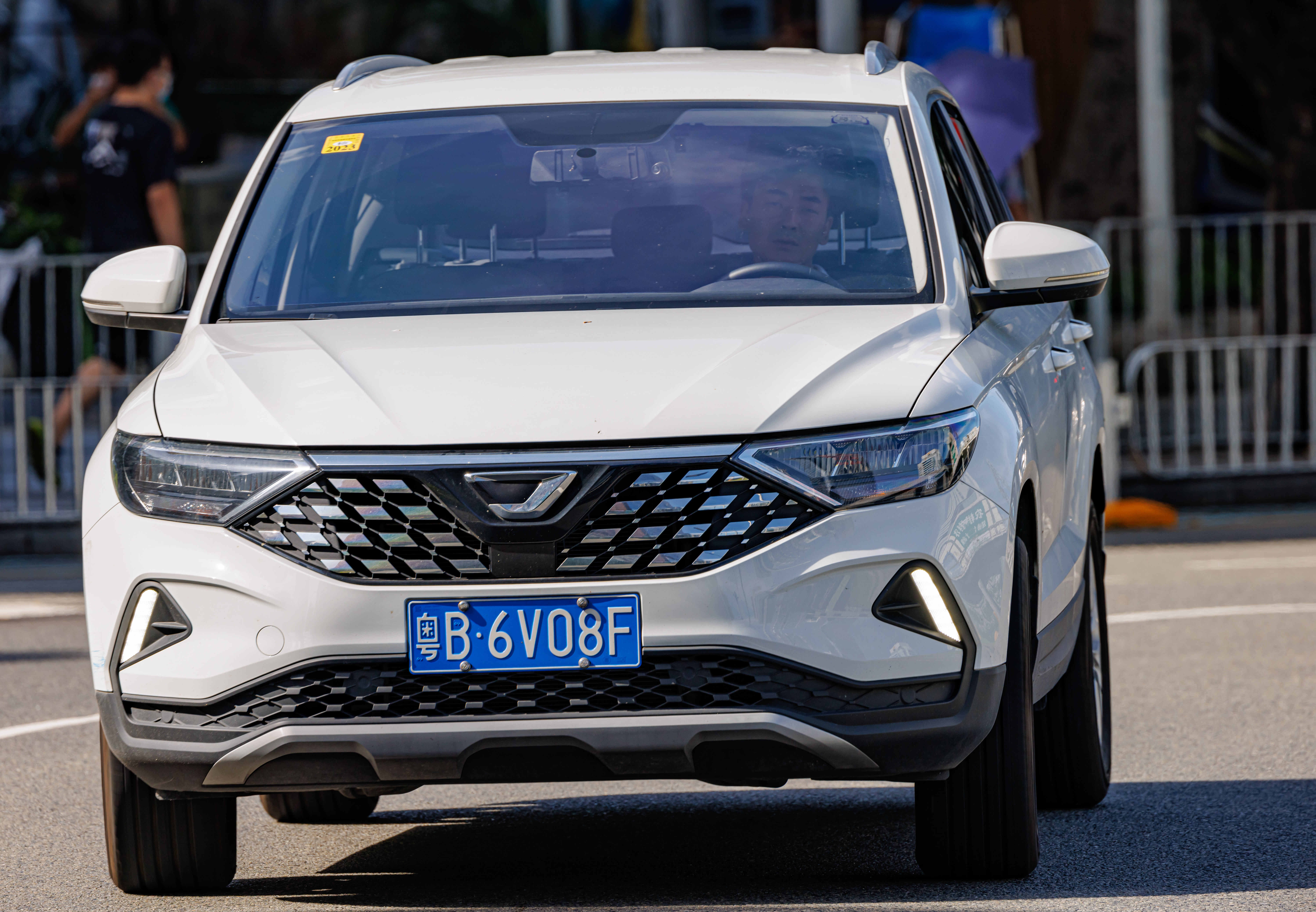
Jetta VS5

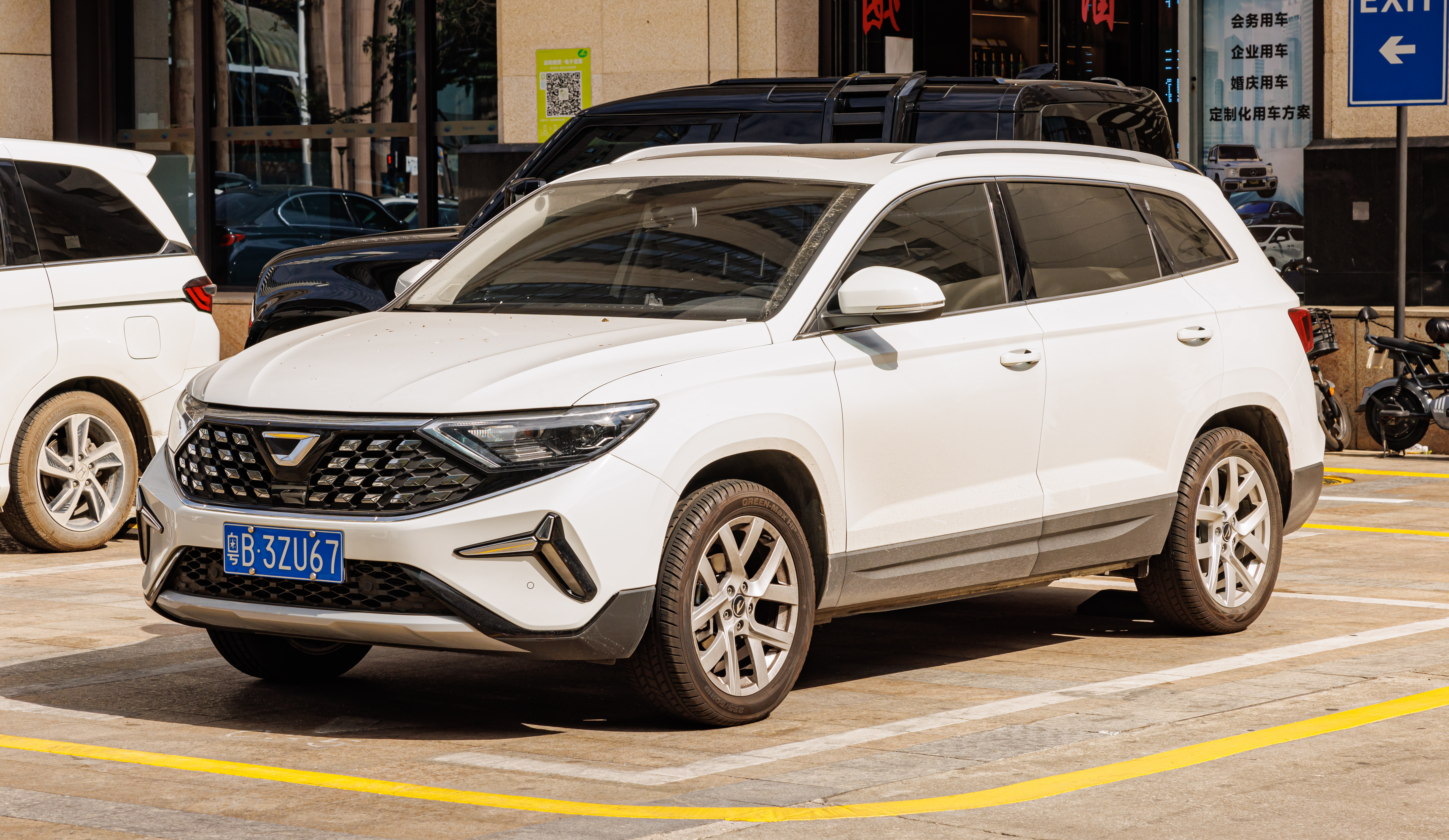
Jetta VS7

Jetta (chiń. upr. 捷达) – chiński producent elektrycznych samochodów osobowych, z siedzibą w Jilin, działający od 2019 roku. Należy do międzynarodowego koncernu FAW-Volkswagen.

## Historia
W momencie wprowadzenia marki Jetta prezesem firmy był Harald Mülleroku.
W maju 2020 roku Harald Müller ujawnił w wywiadach, że marka cieszy się zainteresowaniem także poza Chinami. W sierpniu 2020 roku pojawiły się plany potencjalnego eksportu pojazdów marki Jetta poza Chiny, ale firma nie ujawniła, na jakie rynki docelowe chce celować.
W sierpniu 2023 chińska filia koncernu Volkswagen Group, FAW-VW, zainicjowała rozmowy z Leapmotor w celu potencjalnego nabycia platformy do budowy przeznaczonych na chiński rynek nowych samochodów elektrycznych marki Jetta. Na początku lipca 2024 roku w Rosji zaczęto sprzedawać samochody marki Jetta. Samochody są produkowane przez FAW Group, ale podobno wykorzystują technologię Volkswagena, taką jak platforma MQB Volkswagen Group i silnik Volkswagen EA211.

## Modele samochodów

### Obecnie produkowane

#### Samochody osobowe
VA3
VA7

#### SUV-y
VS5
VS7